# Junior Stars FC
El Junior Stars es un equipo de fútbol de Saint-Martin que juega en el Campeonato de fútbol de Saint Martin, la primera división de fútbol en el país.

## Historia
Fue fundado en el año 1965 en la ciudad de Marigot con el nombre FC Cosmos, y fueron uno de los equipos fundadores del Campeonato de fútbol de Saint Martin en 1970, año en el que cambiaron su nombre por el actual.
Es uno de los equipos de fútbol más ganadores de Saint-Martin, ya que cuentan con 15 títulos de liga, entre ellos están las tres primeras ediciones del Campeonato de fútbol de Saint Martin.

## Palmarés
- Campeonato de fútbol de Saint Martin: 15

1970/71, 1971/72, 1972/73, 1979/80, 1980/81, 1985/86, 1989/90, 1990/91, 1999/2000, 2002/03, 2010/11, 2013/14, 2018/19, 2021/22, 2022/23